# Regierung Krag II
Die sozialdemokratische Regierung Krag II (dän. regeringen Krag) unter Ministerpräsident Jens Otto Krag war vom 26. September 1964 bis zum 2. Februar 1968 die dänische Regierung. Amtierender König war Friedrich IX.
Die Regierung Krag II war das 52. dänische Kabinett seit der Märzrevolution. Nach sechs Koalitionsregierungen innerhalb von neun Jahren konnte die Socialdemokraterne das erste Mal wieder eine Regierung allein stellen.

## Kabinettsliste
| Ressort                                                     | Name                    | Lebensdaten | Amtsperiode                                      |
| ----------------------------------------------------------- | ----------------------- | ----------- | ------------------------------------------------ |
| Ministerpräsident                                           | Jens Otto Krag          | 1914–1978   |                                                  |
| Äußeres                                                     | Per Hækkerup            | 1915–1979   | bis zum 28. November 1966                        |
| Äußeres                                                     | Jens Otto Krag          | 1914–1978   | vom 28. November 1966 bis zum 1. Oktober 1967    |
| Äußeres                                                     | Hans Tabor              | 1922–2003   | ab dem 1. Oktober 1967                           |
| Finanzen                                                    | Poul Hansen             | 1913–1966   | bis zum 24. August 1965                          |
| Finanzen                                                    | Henry Grünbaum          | 1911–2006   | ab dem 24. August 1965                           |
| Verteidigung                                                | Victor Gram             | 1910–1969   |                                                  |
| Inneres                                                     | Hans Hækkerup           | 1907–1974   |                                                  |
| Justiz                                                      | K. Axel Nielsen         | 1904–1994   |                                                  |
| Wirtschaft                                                  | Poul Hansen             | 1913–1966   | bis zum 8. Oktober 1964                          |
| Wirtschaft                                                  | Henry Grünbaum          | 1911–2006   | vom 8. Oktober 1964 bis zum 24. August 1965      |
| Wirtschaft                                                  | Ivar Nørgaard           | 1922–2011   | ab dem 24. August 1965                           |
| öffentliche Arbeiten                                        | Kai Lindberg            | 1899–1985   | bis zum 28. November 1966                        |
| öffentliche Arbeiten                                        | Svend Horn              | 1906–1992   | ab dem 28. November 1966                         |
| Handel ab 15. Juli 1965 zugleich: Nordische Angelegenheiten | Lars P. Jensen          | 1909–1986   | bis zum 21. September 1966                       |
| Handel ab 15. Juli 1965 zugleich: Nordische Angelegenheiten | Tyge Dahlgaard          | 1921–1985   | vom 21. September 1966 bis zum 1. Oktober 1967   |
| Handel ab 15. Juli 1965 zugleich: Nordische Angelegenheiten | Ove Hansen              | 1909–1997   | ab dem 1. Oktober 1967                           |
| Soziales                                                    | Kaj Bundvad             | 1904–1976   |                                                  |
| Arbeit                                                      | Erling Dinesen          | 1910–1986   |                                                  |
| Fischerei                                                   | H. Jesper Larsen-Bjerre | 1910–1999   | bis zum 8. Oktober 1964                          |
| Fischerei                                                   | Jens Risgaard Knudsen   | 1925–1997   | ab dem 8. Oktober 1964                           |
| Wohnungen                                                   | Kaj Andresen            | 1907–1998   |                                                  |
| Landwirtschaft                                              | Chr. Thomsen            | 1909–2003   |                                                  |
| Bildung                                                     | K. B. Andersen          | 1914–1984   |                                                  |
| Kirche                                                      | Bodil Koch              | 1903–1972   | bis zum 28. November 1966                        |
| Kirche                                                      | Orla Møller             | 1916–1979   | ab dem 28. November 1966                         |
| Kulturelle Anliegen                                         | Hans Sølvhøj            | 1919–1989   | bis zum 28. November 1966                        |
| Kulturelle Anliegen                                         | Bodil Koch              | 1903–1972   | ab dem 28. November 1966                         |
| Familiäre Angelegenheiten                                   | Camma Larsen-Ledet      | 1915–1991   | ab dem 28. November 1966                         |
| Grönland                                                    | Carl P. Jensen          | 1906–1987   |                                                  |
| ohne Geschäftsbereich                                       | Hans Sølvhøj            | 1919–1989   | vom 28. November 1966 bis zum 30. September 1967 |